# Anoectochilus sikkimensis
Anoectochilus brevilabris là một loài lan trong chi Lan kim tuyến.

## Hình ảnh

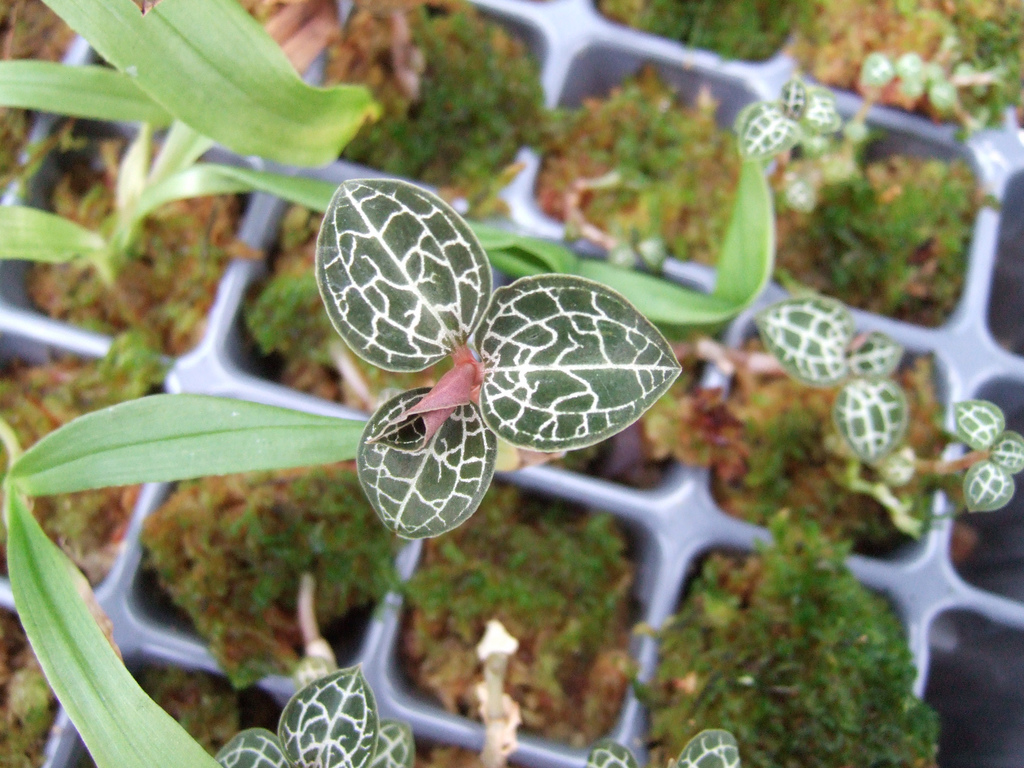